# Zulfiqar Ali Bhutto
Zulfiqar (o Zulfikar) Ali Bhutto (in urdu ذوالفقار علی بھٹو‎?; in sindhi ذوالفقار علي ڀُٽو‎; Larkana, 5 gennaio 1928 – Rawalpindi, 4 aprile 1979) è stato un politico pakistano.

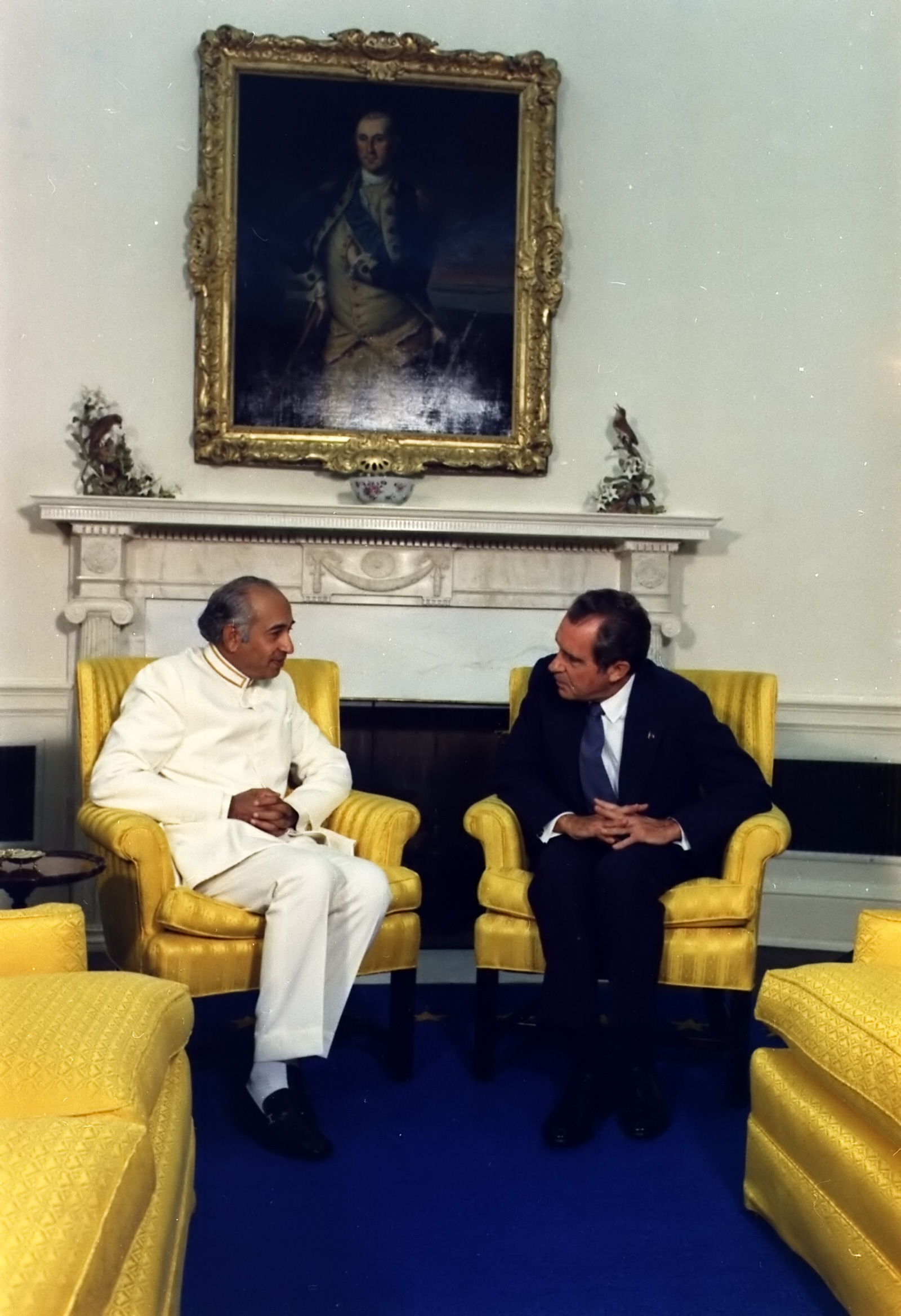
Zulfikar Ali Bhutto con Richard Nixon nel 1973.

Ha ricoperto la carica di presidente del Pakistan dal 1971 al 1973 e quella di Primo ministro dal 1973 al 1977.

## Biografia
Zulfikar Ali Bhutto era figlio di Sir Shah Nawaz Bhutto, un potente signore locale della comunità sindhi e Dewan (ministro) dello Stato principesco del Junagadh. Il padre fu una delle figure chiave del movimento indipendentista pakistano e lui ne prese l'eredità. Giunto al potere, cercò di avviare il suo paese verso la modernizzazione culturale e economica, promuovendo altresì il laicismo e l'emancipazione femminile.
Si impegnò il più possibile per evitare l'espandersi dei numerosi conflitti locali di natura religiosa con Cina e India che si verificarono durante il suo governo. Riconobbe l'indipendenza del Bangladesh, ovvero l'antico Pakistan Orientale, allo scopo di eliminare una persistente fonte di tensione tra il suo paese e il potente vicino indiano.
Provvide anche a una drastica epurazione incruenta di funzionari pubblici e militari riconosciuti colpevoli di corruzione o malversazione e procedette alla nazionalizzazione delle principali industrie, assicurando maggiori diritti ai lavoratori e ai sindacati. 
Durante il suo periodo da primo ministro aveva apertamente sfidato gli statunitensi promettendo loro: "Mangeremo erba, moriremo dalla fame, ma costruiremo la nostra atomica". A tal fine, Zulfiqar Ali Bhutto aveva ordinato ai propri scienziati: "Implorate, prendete a prestito, rubate, ma procuratevi la bomba".
La sua carriera politica fu stroncata però dal colpo di Stato del generale Muhammad Zia-ul-Haq, che fece imprigionare Bhutto. Lo statista venne impiccato nel 1979 per ordine della Corte suprema sotto la legge marziale, con l'accusa di aver autorizzato l'omicidio di un oppositore politico. La figlia Benazir ne raccolse l'eredità politica ponendosi alla guida dal Partito Popolare Pakistano (PPP).

## Nella cultura di massa
La figura di Ali Bhutto è presa a modello dallo scrittore anglo-indiano Salman Rushdie per il personaggio di Iskander Harappa nel suo romanzo La vergogna.